# Melanie Bonajo
Melanie Bonajo (ellos/ellas) es una holandesa queer, artista, cineasta, feminista, sexóloga, activista. A través de sus videos, performances, fotografías e instalaciones, Mel examina los enigmas actuales de la coexistencia en un sistema capitalista paralizante y aborda temas de erosión de la intimidad y aislamiento en un mundo tecnológico cada vez más estéril.
Investigan cómo los avances tecnológicos y los placeres basados en las mercancías aumentan los sentimientos de alienación, eliminando el sentido de pertenencia de un individuo, y sus obras presentan métodos anticapitalistas para reconectarse, explorar sexualidades, intimidades y sentimientos. Sus documentales experimentales a menudo exploran comunidades que viven o trabajan en los márgenes de la sociedad, ya sea por medios ilegales o exclusión cultural, y las paradojas inherentes a las ideas de comodidad con un fuerte sentido de comunidad, igualdad y cuerpo-política. Su trabajo ha sido expuesto y proyectado internacionalmente, desde la Tate Modern, MoMA PS1, hasta el Centro de Artes De Appel y el Museo Stedelijk en Amsterdam hasta Manifesta 12, la Bienal de Gwanjou, el Centro de Arte Contemporáneo, Varsovia, la Kunsthalle de Basilea, el Festival Internacional de Cine Documental de Amsterdam (IDFA), la Berlinale, el Festival Internacional de Cine de Róterdam y el Treefort Film Fest.

## Obra
La serie de películas de Bonajo Night Soil es un trío de documentales experimentales sobre enfoques modernos de la naturaleza y las implicaciones culturales de actuar contra el capitalismo. El primero de la serie, Night Soil - Fake Paradise, trata sobre medicamentos de plantas psicodélicas, conversaciones entre humanos y plantas y cómo los antiguos rituales de ascendencia indígena se pueden traducir a entornos urbanos. En la secuela, Night Soil - Economy of Love, un movimiento activista de mujeres aborda el trabajo sexual como una forma para que las mujeres reclamen su poder en una zona de placer dominada por hombres.
Su énfasis está en nutrir, educar y empoderar a todos los sexos en torno al poder que reside en el orgasmo femenino. La tercera película, Night Soil - Nocturnal Gardening, considera cómo las comunidades se unen a través de usos alternativos y precoloniales de la tierra. Estructurado en torno a cuatro argumentos centrales, el video explora los derechos indígenas a la tierra, la subsistencia aislada, el racismo y la injusticia en el sistema alimentario y las consecuencias del comportamiento del consumidor en los animales de granja, centrándose en las mujeres activistas. Progreso contra Regreso, que se estrenó en Hacking Habitat, es el primero de una trilogía que cuestiona cómo la tecnología ha cambiado las relaciones sociales a través de los ojos de los centenarios en los Países Bajos. Esta película también fue seleccionada para IDFA (Festival Internacional de Cine Documental de Ámsterdam) 2016.
La película Progress vs Sunsets (2017) examina la extinción o la puesta en peligro de grupos vulnerables a través del desarrollo del tecnocapital, pero también la extinción en un sentido abstracto, como el de los sentimientos y pensamientos. A través de los ojos y las voces de los niños, la película ilustra los complicados temas relacionados con los derechos de los animales, la biopolítica, la disminución de los recursos, la ecología, el antropomorfismo en el que la Naturaleza, como el último "otro", se ve como un objeto utilitario fuera de nosotros, y el implicaciones que esta ética tiene sobre los deseos humanos, las emociones, la emotividad y el sentimentalismo hacia 'los otros'. La película más reciente de Bonajo, TouchMETell (2019), inicia una discusión con los niños sobre los límites, los roles de género, la autonomía física y la intimidad y la falta de contacto físico en esta era digital, en la que parece que hemos olvidado el lenguaje de nuestros cuerpos.

## Feminismo y activismo
La serie de fotografías Furniture Bondage combina herramientas domésticas con el cuerpo femenino desnudo.  En 2012 se inició Genital International, un evento colectivo de performance feminista sobre participación e igualdad. La serie de fotografías y el video musical de Bonajo Pee on Presidents a menudo se vinculan con las ramas anticensura y sexo positivo recientes del movimiento feminista por su respaldo a la agencia del cuerpo femenino en entornos públicos, lo que resulta en una provocación de las leyes de censura en los medios.
Como ecofeminista psicodélica que utiliza la tecnología, el activismo de Bonajo se extiende a nuestra relación con el mundo natural, utilizando el género como lente para relacionarnos con la ecología, la espiritualidad y el cuerpo político. Cada vez más se dirige hacia la naturaleza y los derechos de las personas no humanas, como se manifiesta en la publicación Matrix Botanica — Non-Human Persons, y Matrix Botanica — Biosphere above Nations (2013). Esta performance y película explora la construcción absurda de colocar la identidad humana “fuera” de la naturaleza. Este trabajo remodela los rituales humanos/vegetales/animales contemporáneos en una sociedad global desacralizado, y examina la reconstrucción de las relaciones con la naturaleza sobre la base de reconocerlos no como "cosas" sino como otros creativos, autodirigidos y originarios. Además de la película, también muestran cómo el símbolo de la naturaleza y el animal ha cambiado drásticamente a lo largo de los años en una publicación titulada Matrix Botanica. Esta versión revisada de la revista hace visible la forma en que nuestra relación con la naturaleza ha cambiado a través de la popularización de la fotografía amateur de naturaleza en Internet.

## Música y performance
Bonajo ha presentado su obra internacionalmente en lugares como Paradiso en Amsterdam, Baby's Alright en Nueva York y Collège des Bernardins en París junto a artistas como Kembra Pfahler y Bianca Cassidy de CocoRosie. Su banda, ZaZaZoZo, es un proyecto musical con Joseph Marzolla conocido por su sonido folclórico peculiar y su influencia animal. Toda su música es producida por el hermano de Bonajo, Tommie Bonajo, en sus estudios Tomster. Lanzaron su álbum debut INUA en la primavera de 2013 por Tsunami Addiction. Más recientemente, Bonajo colaboró con Michael Behari para crear un disco de vinilo titulado Single Mother Songs on the End of Nature, publicado por el Museo Bonnefanten. Boundary Boss de Bonajo, Splitter Splatter and Friends es la continuación, lanzada en 2020, y aborda a los niños sobre cómo apropiarse de sus límites personales para un sentido sólido y saludable de sí mismos y autoestima en una era posterior al movimiento Me Too.

## Actualidad
Bonajo lanzó  en diciembre de 2015 Matrix Botanica Nonhuman Persons diseñada por Experimental Jetset, que explora las formas en que experimentamos la naturaleza a través de representaciones en Internet, a través de YouTube y blogs.Esta publicación profundiza en las formas en que la educación sobre la naturaleza ha cambiado a lo largo de los años e integra las voces de los científicos del comportamiento animal en lugar de la perspectiva de National Geographic.
En 2020, Bonajo fue seleccionada para representar a los Países Bajos en la 59ª Bienal de Venecia de 2022. La obra se presentó en la Chiesetta della Misericordia en el barrio de Cannaregio en Venecia.

## Obra

### Publicaciones
- 2020 The Coven (Self Published), In collaboration with Harmon Fries
- 2020 The Art of Feminism, Night Soil – Economy of Love (Elephant Book Company)
- 2015 Matrix Botanica - Non Human Persons (Capricious Publishing, designed by Experimental Jetset)[14]
- 2014 Pee on Presidents, (Self Publish Be Happy)
- 2012 SPHERES, (Spheres Publications)[15]
- 2012 One Room, Nine Possible Answers, Three Rooms (Self published)
- 2009 Volkerschau Zine (Capricious publishing)[16]
- 2009 Furniture Bondage (Kodoijpress)
- 2009 Bush Compulsion, A Primitive Breakthrough in the Modern Mind (Museumpaper)
- 2009 I have a Room with Everything (Capricious Publishing)
- 2007 Modern Life of the Soul (Artist Book)
- 2005 I have a room with everything (Capricious)

## Premios
- 2020 Premio en el Pabellón Holandés en la 59 Bienal de Venecia
- Premio Pictet 2019 (nominado)
- 2018 Amsterdamprijs voor de Kunst (nominado)
- Premio Nam June Paik 2018 (nominado)
- Premio de Roma 2017 (nominado)
- Artista de la campaña 2017 de Amsterdam Unseen
- 2016 Preseleccionado para el Pabellón holandés en la 57ª Bienal de Venecia
- Premio Tigre IFFR 2016 de cortometrajes
- 2015 IFFR Tiger Award para cortometrajes (nominado)
- 2014 IFFR Tiger Award para cortometrajes (nominado)
- Premio MK 2013
- 2009 Prins Bernhard Cultuurfonds, Peter Paul Peterich Fonds
- 2009 Festival Internacional de la Moda y Fotografía
- Premio PUP 2007
- Campus de talentos de la Berlinale 2006